# Sukabumi
Sukabumi este un oraș din Indonezia.